# Conte de l'obscurité
Pour plus de détails, voir Fiche technique et Distribution.
Conte de l'obscurité (en russe : Сказка про темноту) est un film russe réalisé en 2009, à Vladivostok, en Russie par Nikolaï Khomeriki. La première a eu lieu lors du 62e Festival de Cannes,  dans la section Un certain regard ,. Il a été présenté au festival russe Kinotavr en 2009, où Boris Kamorzine a obtenu le prix du meilleur acteur.

## Synopsis
Une collaboratrice du service de surveillance des enfants, Angéline, vit à Vladivostok, le long de la mer du Japon. Dans les nuits chaudes de l'été, la jeunesse passe son temps à faire connaissance, flirter et tomber amoureux. Gelia, elle, est toute seule. Elle ne ressent pas cette solitude et ne vit que pour son travail et pour garder le cœur ouvert. Elle doit s'occuper d'enfants difficiles et essaye d'être affectueuse avec eux, tendre, et se délecte de leur ravissement à son égard.
Mais un jour un petit garçon qui l'observe lui dit tout de go qu'elle n'est qu'une  « vieille chatte sèche ». C'est le moment de vérité pour elle, ces mots du garçon sont comme un défi qui lui est adressé et elle commence à vouloir changer. Elle décide de rompre avec sa solitude. Mais ce n'est pas si facile....

## Fiche technique
- Photographie : Alicher Khamidkhodjaev
- Producteur : Roman Borissevitch
- Musique : Toto Cutugno

## Distribution
- Alissa Khazanova : Gelia
- Boris Kamorzine : Dimytch
- Youri Safarov : Bagrat

## Sources
- (ru) Roman Manekine., « Кинотавр : Erinnerungen an die Zukunft » [archive du 10 avril 2012], Медиа-группа, США № 30 (consulté le 10 août 2010)
- (ru) Roman Manekine /Роман Манекин., « Si les étoiles sont allumées /Если звёзды зажигают… » [archive du 10 avril 2012], Новости Сочи, ежедневная городская газета — с. 3 (consulté le 4 août 2009)
- (ru) Eugéne Levkovitch /Евгений Левкович., « Nikolaï Khomeriki Николай Хомерики. Невесты в городе есть » [archive du 10 avril 2012], Rolling Stone Russia № 62 (consulté le 21 février 2010)